# Liste der Nummer-eins-Hits in Australien (2004)
Diese Liste enthält alle Nummer-eins-Hits in Australien im Jahr 2004. Grundlage sind die Top 50 der australischen Charts der ARIA. Es gab in diesem Jahr 27 Nummer-eins-Singles und 24 Nummer-eins-Alben.

## Singles
| ← 2003 ← | Liste der Nummer-eins-Hits in Australien | Liste der Nummer-eins-Hits in Australien | Liste der Nummer-eins-Hits in Australien | 2005 → |
| \| Zeitraum \| Wo. ges. \| Interpret \| Titel Autor(en) \| Zusätzliche Informationen \| \| (Zeitraum, Wochen auf Platz eins, Interpret, Titel, Autor[en], zusätzliche Informationen) \| \| \| \| \| \| ----------------------------------------------------------------------------------------- \| -------- \| ------------------------------------ \| ---------------------------------------------------------------------------------------------------------------------------------------------------------------- \| -------------------------------------------------------------------------------------------------------------------------------------------------------------- \| \| 28. Dezember 2003 – 3. Januar 2004 1 Woche \| 1 \| Delta Goodrem \| Predictable Kara Elizabeth DioGuardi, Delta Lea Goodrem, Jarrad Leith Rogers \| – \| \| 4. Januar 2004 – 24. Januar 2004 3 Wochen \| 3 \| The Black Eyed Peas \| Shut Up Jaime Luis Gomez, William Adams, George Pajon \| – \| \| 25. Januar 2004 – 7. Februar 2004 2 Wochen \| 2 \| OutKast \| Hey Ya! André Lauren Benjamin \| – \| \| 8. Februar 2004 – 6. März 2004 4 Wochen \| 4 \| Shannon Noll \| What About Me Frances Frost, Garry Frost \| – \| \| 7. März 2004 – 13. März 2004 1 Woche \| 1 \| Guy Sebastian \| All I Need Is You Alun Benjamin Firth, Adam Reily, Guy Theodore Sebastian \| – \| \| 14. März 2004 – 20. März 2004 1 Woche \| 1 \| Jamelia \| Superstar Joseph Belmaati, Mich Hansen, Remee Sigvardt Jackman \| – \| \| 21. März 2004 – 3. April 2004 2 Wochen \| 2 \| Britney Spears \| Toxic Cathy Dennis, Christian Lars Karlsson, Henrik Nils Jonback, Pontus Johan Winnberg \| – \| \| 4. April 2004 – 10. April 2004 1 Woche \| 1 \| Usher \| Yeah! James Elbert Phillips, La Marquis Jefferson, Jonathan H. Smith, Patrick Michael Smith, Christopher Brian Bridges, Sean Garrett \| – \| \| 11. April 2004 – 8. Mai 2004 4 Wochen \| 4 \| Eamon \| F**k It (I Don’t Want You Back) Jonathan Eamon Doyle, Mark Passy, Kirk S. Robinson \| – \| \| 9. Mai 2004 – 15. Mai 2004 1 Woche (insgesamt 2) \| 2 \| D12 \| My Band Von M. Carlisle, DeShaun Dupree Holton, Rufus B. Johnson, Steven Lee King, Marshall B. Mathers III, Ondre C. Moore, Denaun M. Porter, Luis Edgardo Resto \| – \| \| 16. Mai 2004 – 22. Mai 2004 1 Woche \| 1 \| Anastacia \| Left Outside Alone Anastacia L. Newkirk, Dallas L. Austin, Glen Ballard \| – \| \| 23. Mai 2004 – 29. Mai 2004 1 Woche (insgesamt 2) \| 2 \| D12 \| My Band Von M. Carlisle, DeShaun Dupree Holton, Rufus B. Johnson, Steven Lee King, Marshall B. Mathers III, Ondre C. Moore, Denaun M. Porter, Luis Edgardo Resto \| – \| \| 30. Mai 2004 – 19. Juni 2004 3 Wochen \| 3 \| Spiderbait \| Black Betty Huddie Ledbetter \| – \| \| 20. Juni 2004 – 3. Juli 2004 2 Wochen (insgesamt 3) \| 3 \| Frankee \| F U Right Back Jonathan Eamon Doyle, Mark Passy, Kirk S. Robinson, Jennifer Graziano \| Während Eamon mit F**k It auch in vielen anderen Ländern Platz 1 erreichte, schaffte es der Antwortsong nur in England und Australien ebenfalls an die Spitze. \| \| 4. Juli 2004 – 10. Juli 2004 1 Woche \| 1 \| Britney Spears \| Everytime Britney Spears, Annette Denise Stamatelatos \| – \| \| 11. Juli 2004 – 17. Juli 2004 1 Woche (insgesamt 3) \| 3 \| Frankee \| F U Right Back Jonathan Eamon Doyle, Mark Passy, Kirk S. Robinson, Jennifer Graziano \| – \| \| 18. Juli 2004 – 24. Juli 2004 1 Woche \| 1 \| Shannon Noll \| Learn to Fly Chris Porter, Peter Gordeno, Christian Ingebrigtsen, Rick Mitra \| – \| \| 25. Juli 2004 – 14. August 2004 3 Wochen \| 3 \| Paulini \| Angel Eyes John Hiatt, Fred Koller \| – \| \| 15. August 2004 – 21. August 2004 1 Woche \| 1 \| Missy Higgins \| Scar Kevin M. Griffin, Melissa Morrison Higgins \| – \| \| 22. August 2004 – 4. September 2004 2 Wochen \| 2 \| Cosima \| When the War Is Over / One Night Without You Steve Prestwich / Diane Warren \| – \| \| 5. September 2004 – 11. September 2004 1 Woche \| 1 \| Nelly feat. Jaheim \| My Place Eldra P. DeBarge, William Randall DeBarge, Etterlene Jordan, Randy S. Edelman, Kenneth Gamble, Leon A. Huff, Cornell Haynes \| – \| \| 12. September 2004 – 9. Oktober 2004 4 Wochen (insgesamt 5) \| 5 \| Maroon 5 \| She Will Be Loved James B. Valentine, Adam Noah Levine, Jesse Royal Carmichael, Ryan Michael Dusick, Michael Allen Madden \| – \| \| 10. Oktober 2004 – 16. Oktober 2004 1 Woche \| 1 \| Guy Sebastian \| Out with My Baby Robin Thicke, James D. Gass, Guy Theodore Sebastian \| – \| \| 17. Oktober 2004 – 23. Oktober 2004 1 Woche (insgesamt 5) \| 5 \| Maroon 5 \| She Will Be Loved James B. Valentine, Adam Noah Levine, Jesse Royal Carmichael, Ryan Michael Dusick, Michael Allen Madden \| – \| \| 24. Oktober 2004 – 13. November 2004 3 Wochen \| 3 \| Delta Goodrem \| Out of the Blue Guy Antony Chambers, Delta Lea Goodrem \| – \| \| 14. November 2004 – 20. November 2004 1 Woche \| 1 \| Eminem \| Just Lose It Marshall B. Mathers, André Romell Young, Michael A. Elizondo Jr., Mark Batson, Che Pope \| – \| \| 21. November 2004 – 4. Dezember 2004 2 Wochen \| 2 \| Gwen Stefani \| What You Waiting For? Linda Perry, Gwen Renee Stefani \| – \| \| 5. Dezember 2004 – 11. Dezember 2004 1 Woche \| 1 \| Joel Turner and the Modern Day Poets \| These Kids … Joel Turner \| – \| \| 12. Dezember 2004 – 25. Dezember 2004 2 Wochen \| 2 \| Casey Donovan \| Listen with Your Heart Diane Eve Warren \| – \| \| 26. Dezember 2004 – 29. Januar 2005 5 Wochen \| 5 \| Anthony Callea \| The Prayer David Foster, Carole Bayer Sager; zusätzlicher Text: Tony Renis, Alberto Testa \| – \| |                                          |                                          | | |
| ← 2003 |                                          |                                          | | → 2005 → |
| Zeitraum | Wo. ges.                                 | Interpret                                | Titel Autor(en) | Zusätzliche Informationen |
| (Zeitraum, Wochen auf Platz eins, Interpret, Titel, Autor[en], zusätzliche Informationen) |                                          |                                          | | |
| 28. Dezember 2003 – 3. Januar 2004 1 Woche | 1                                        | Delta Goodrem                            | Predictable Kara Elizabeth DioGuardi, Delta Lea Goodrem, Jarrad Leith Rogers                                                                                     | – |
| 4. Januar 2004 – 24. Januar 2004 3 Wochen | 3                                        | The Black Eyed Peas                      | Shut Up Jaime Luis Gomez, William Adams, George Pajon | – |
| 25. Januar 2004 – 7. Februar 2004 2 Wochen | 2                                        | OutKast                                  | Hey Ya! André Lauren Benjamin | – |
| 8. Februar 2004 – 6. März 2004 4 Wochen | 4                                        | Shannon Noll                             | What About Me Frances Frost, Garry Frost | – |
| 7. März 2004 – 13. März 2004 1 Woche | 1                                        | Guy Sebastian                            | All I Need Is You Alun Benjamin Firth, Adam Reily, Guy Theodore Sebastian                                                                                        | – |
| 14. März 2004 – 20. März 2004 1 Woche | 1                                        | Jamelia                                  | Superstar Joseph Belmaati, Mich Hansen, Remee Sigvardt Jackman                                                                                                   | – |
| 21. März 2004 – 3. April 2004 2 Wochen | 2                                        | Britney Spears                           | Toxic Cathy Dennis, Christian Lars Karlsson, Henrik Nils Jonback, Pontus Johan Winnberg                                                                          | – |
| 4. April 2004 – 10. April 2004 1 Woche | 1                                        | Usher                                    | Yeah! James Elbert Phillips, La Marquis Jefferson, Jonathan H. Smith, Patrick Michael Smith, Christopher Brian Bridges, Sean Garrett                             | – |
| 11. April 2004 – 8. Mai 2004 4 Wochen | 4                                        | Eamon                                    | F**k It (I Don’t Want You Back) Jonathan Eamon Doyle, Mark Passy, Kirk S. Robinson                                                                               | – |
| 9. Mai 2004 – 15. Mai 2004 1 Woche (insgesamt 2) | 2                                        | D12                                      | My Band Von M. Carlisle, DeShaun Dupree Holton, Rufus B. Johnson, Steven Lee King, Marshall B. Mathers III, Ondre C. Moore, Denaun M. Porter, Luis Edgardo Resto | – |
| 16. Mai 2004 – 22. Mai 2004 1 Woche | 1                                        | Anastacia                                | Left Outside Alone Anastacia L. Newkirk, Dallas L. Austin, Glen Ballard                                                                                          | – |
| 23. Mai 2004 – 29. Mai 2004 1 Woche (insgesamt 2) | 2                                        | D12                                      | My Band Von M. Carlisle, DeShaun Dupree Holton, Rufus B. Johnson, Steven Lee King, Marshall B. Mathers III, Ondre C. Moore, Denaun M. Porter, Luis Edgardo Resto | – |
| 30. Mai 2004 – 19. Juni 2004 3 Wochen | 3                                        | Spiderbait                               | Black Betty Huddie Ledbetter | – |
| 20. Juni 2004 – 3. Juli 2004 2 Wochen (insgesamt 3) | 3                                        | Frankee                                  | F U Right Back Jonathan Eamon Doyle, Mark Passy, Kirk S. Robinson, Jennifer Graziano                                                                             | Während Eamon mit F**k It auch in vielen anderen Ländern Platz 1 erreichte, schaffte es der Antwortsong nur in England und Australien ebenfalls an die Spitze. |
| 4. Juli 2004 – 10. Juli 2004 1 Woche | 1                                        | Britney Spears                           | Everytime Britney Spears, Annette Denise Stamatelatos | – |
| 11. Juli 2004 – 17. Juli 2004 1 Woche (insgesamt 3) | 3                                        | Frankee                                  | F U Right Back Jonathan Eamon Doyle, Mark Passy, Kirk S. Robinson, Jennifer Graziano                                                                             | – |
| 18. Juli 2004 – 24. Juli 2004 1 Woche | 1                                        | Shannon Noll                             | Learn to Fly Chris Porter, Peter Gordeno, Christian Ingebrigtsen, Rick Mitra                                                                                     | – |
| 25. Juli 2004 – 14. August 2004 3 Wochen | 3                                        | Paulini                                  | Angel Eyes John Hiatt, Fred Koller | – |
| 15. August 2004 – 21. August 2004 1 Woche | 1                                        | Missy Higgins                            | Scar Kevin M. Griffin, Melissa Morrison Higgins | – |
| 22. August 2004 – 4. September 2004 2 Wochen | 2                                        | Cosima                                   | When the War Is Over / One Night Without You Steve Prestwich / Diane Warren                                                                                      | – |
| 5. September 2004 – 11. September 2004 1 Woche | 1                                        | Nelly feat. Jaheim                       | My Place Eldra P. DeBarge, William Randall DeBarge, Etterlene Jordan, Randy S. Edelman, Kenneth Gamble, Leon A. Huff, Cornell Haynes                             | – |
| 12. September 2004 – 9. Oktober 2004 4 Wochen (insgesamt 5) | 5                                        | Maroon 5                                 | She Will Be Loved James B. Valentine, Adam Noah Levine, Jesse Royal Carmichael, Ryan Michael Dusick, Michael Allen Madden                                        | – |
| 10. Oktober 2004 – 16. Oktober 2004 1 Woche | 1                                        | Guy Sebastian                            | Out with My Baby Robin Thicke, James D. Gass, Guy Theodore Sebastian                                                                                             | – |
| 17. Oktober 2004 – 23. Oktober 2004 1 Woche (insgesamt 5) | 5                                        | Maroon 5                                 | She Will Be Loved James B. Valentine, Adam Noah Levine, Jesse Royal Carmichael, Ryan Michael Dusick, Michael Allen Madden                                        | – |
| 24. Oktober 2004 – 13. November 2004 3 Wochen | 3                                        | Delta Goodrem                            | Out of the Blue Guy Antony Chambers, Delta Lea Goodrem | – |
| 14. November 2004 – 20. November 2004 1 Woche | 1                                        | Eminem                                   | Just Lose It Marshall B. Mathers, André Romell Young, Michael A. Elizondo Jr., Mark Batson, Che Pope                                                             | – |
| 21. November 2004 – 4. Dezember 2004 2 Wochen | 2                                        | Gwen Stefani                             | What You Waiting For? Linda Perry, Gwen Renee Stefani | – |
| 5. Dezember 2004 – 11. Dezember 2004 1 Woche | 1                                        | Joel Turner and the Modern Day Poets     | These Kids … Joel Turner | – |
| 12. Dezember 2004 – 25. Dezember 2004 2 Wochen | 2                                        | Casey Donovan                            | Listen with Your Heart Diane Eve Warren | – |
| 26. Dezember 2004 – 29. Januar 2005 5 Wochen | 5                                        | Anthony Callea                           | The Prayer David Foster, Carole Bayer Sager; zusätzlicher Text: Tony Renis, Alberto Testa                                                                        | – |

## Alben
| ← 2003 ← | Liste der Nummer-eins-Hits in Australien | Liste der Nummer-eins-Hits in Australien | Liste der Nummer-eins-Hits in Australien | 2005 →                    |
| \| Zeitraum \| Wo. ges. \| Interpret \| Titel \| Zusätzliche Informationen \| \| (Zeitraum, Wochen auf Platz eins, Interpret, Titel, zusätzliche Informationen) \| \| \| \| \| \| ------------------------------------------------------------------------------ \| -------- \| ------------------- \| -------------------------------- \| ------------------------- \| \| 15. Dezember 2003 – 11. Januar 2004 4 Wochen \| 4 \| Guy Sebastian \| Just As I Am \| – \| \| 12. Januar 2004 – 25. Januar 2004 2 Wochen (insgesamt 29) \| 29 \| Delta Goodrem \| Innocent Eyes \| – \| \| 26. Januar 2004 – 15. Februar 2004 3 Wochen \| 3 \| Evanescence \| Fallen \| – \| \| 16. Februar 2004 – 14. März 2004 4 Wochen \| 4 \| Shannon Noll \| That’s What I’m Talking About \| – \| \| 15. März 2004 – 28. März 2004 2 Wochen (insgesamt 3) \| 3 \| John Butler Trio \| Sunrise over Sea \| – \| \| 29. März 2004 – 25. April 2004 4 Wochen \| 4 \| Pete Murray \| Feeler \| – \| \| 26. April 2004 – 9. Mai 2004 2 Wochen (insgesamt 3) \| 3 \| Anastacia \| Anastacia \| – \| \| 10. Mai 2004 – 16. Mai 2004 1 Woche (insgesamt 2) \| 2 \| Michael Bublé \| Michael Bublé \| – \| \| 17. Mai 2004 – 30. Mai 2004 2 Wochen \| 2 \| Jet \| Get Born \| – \| \| 31. Mai 2004 – 6. Juni 2004 1 Woche \| 1 \| Avril Lavigne \| Under My Skin \| – \| \| 7. Juni 2004 – 11. Juli 2004 5 Wochen \| 5 \| Kasey Chambers \| Wayward Angel \| – \| \| 12. Juli 2004 – 18. Juli 2004 1 Woche \| 1 \| Hillsong \| For All You’ve Done \| – \| \| 19. Juli 2004 – 25. Juli 2004 1 Woche (insgesamt 3) \| 3 \| John Butler Trio \| Sunrise over Sea \| – \| \| 26. Juli 2004 – 1. August 2004 1 Woche \| 1 \| (Filmsoundtrack) \| Shrek 2 \| – \| \| 2. August 2004 – 15. August 2004 2 Wochen \| 2 \| Paulini \| One Determined Heart \| – \| \| 16. August 2004 – 22. August 2004 1 Woche (insgesamt 3) \| 3 \| Anastacia \| Anastacia \| – \| \| 23. August 2004 – 29. August 2004 1 Woche \| 1 \| The Black Eyed Peas \| Elephunk \| – \| \| 30. August 2004 – 5. September 2004 1 Woche \| 1 \| Bond \| Classified \| – \| \| 6. September 2004 – 12. September 2004 1 Woche (insgesamt 2) \| 2 \| Michael Bublé \| Michael Bublé \| – \| \| 13. September 2004 – 26. September 2004 2 Wochen (insgesamt 7) \| 7 \| Missy Higgins \| The Sound of White \| – \| \| 27. September 2004 – 10. Oktober 2004 2 Wochen \| 2 \| Green Day \| American Idiot \| – \| \| 11. Oktober 2004 – 17. Oktober 2004 1 Woche \| 1 \| Good Charlotte \| The Chronicles of Life and Death \| – \| \| 18. Oktober 2004 – 24. Oktober 2004 1 Woche \| 1 \| Maroon 5 \| Songs About Jane \| – \| \| 25. Oktober 2004 – 14. November 2004 3 Wochen (insgesamt 9) \| 9 \| Robbie Williams \| Greatest Hits \| – \| \| 15. November 2004 – 21. November 2004 1 Woche \| 1 \| Delta Goodrem \| Mistaken Identity \| – \| \| 22. November 2004 – 28. November 2004 1 Woche \| 1 \| Eminem \| Encore \| – \| \| 29. November 2004 – 5. Dezember 2004 1 Woche \| 1 \| U2 \| How to Dismantle an Atomic Bomb \| – \| \| 6. Dezember 2004 – 16. Januar 2005 6 Wochen (insgesamt 9) \| 9 \| Robbie Williams \| Greatest Hits \| – \| |                                          |                                          |                                          |                           |
| ← 2003 |                                          |                                          |                                          | → 2005 →                  |
| Zeitraum | Wo. ges.                                 | Interpret                                | Titel                                    | Zusätzliche Informationen |
| (Zeitraum, Wochen auf Platz eins, Interpret, Titel, zusätzliche Informationen) |                                          |                                          |                                          |                           |
| 15. Dezember 2003 – 11. Januar 2004 4 Wochen | 4                                        | Guy Sebastian                            | Just As I Am                             | –                         |
| 12. Januar 2004 – 25. Januar 2004 2 Wochen (insgesamt 29) | 29                                       | Delta Goodrem                            | Innocent Eyes                            | –                         |
| 26. Januar 2004 – 15. Februar 2004 3 Wochen | 3                                        | Evanescence                              | Fallen                                   | –                         |
| 16. Februar 2004 – 14. März 2004 4 Wochen | 4                                        | Shannon Noll                             | That’s What I’m Talking About            | –                         |
| 15. März 2004 – 28. März 2004 2 Wochen (insgesamt 3) | 3                                        | John Butler Trio                         | Sunrise over Sea                         | –                         |
| 29. März 2004 – 25. April 2004 4 Wochen | 4                                        | Pete Murray                              | Feeler                                   | –                         |
| 26. April 2004 – 9. Mai 2004 2 Wochen (insgesamt 3) | 3                                        | Anastacia                                | Anastacia                                | –                         |
| 10. Mai 2004 – 16. Mai 2004 1 Woche (insgesamt 2) | 2                                        | Michael Bublé                            | Michael Bublé                            | –                         |
| 17. Mai 2004 – 30. Mai 2004 2 Wochen | 2                                        | Jet                                      | Get Born                                 | –                         |
| 31. Mai 2004 – 6. Juni 2004 1 Woche | 1                                        | Avril Lavigne                            | Under My Skin                            | –                         |
| 7. Juni 2004 – 11. Juli 2004 5 Wochen | 5                                        | Kasey Chambers                           | Wayward Angel                            | –                         |
| 12. Juli 2004 – 18. Juli 2004 1 Woche | 1                                        | Hillsong                                 | For All You’ve Done                      | –                         |
| 19. Juli 2004 – 25. Juli 2004 1 Woche (insgesamt 3) | 3                                        | John Butler Trio                         | Sunrise over Sea                         | –                         |
| 26. Juli 2004 – 1. August 2004 1 Woche | 1                                        | (Filmsoundtrack)                         | Shrek 2                                  | –                         |
| 2. August 2004 – 15. August 2004 2 Wochen | 2                                        | Paulini                                  | One Determined Heart                     | –                         |
| 16. August 2004 – 22. August 2004 1 Woche (insgesamt 3) | 3                                        | Anastacia                                | Anastacia                                | –                         |
| 23. August 2004 – 29. August 2004 1 Woche | 1                                        | The Black Eyed Peas                      | Elephunk                                 | –                         |
| 30. August 2004 – 5. September 2004 1 Woche | 1                                        | Bond                                     | Classified                               | –                         |
| 6. September 2004 – 12. September 2004 1 Woche (insgesamt 2) | 2                                        | Michael Bublé                            | Michael Bublé                            | –                         |
| 13. September 2004 – 26. September 2004 2 Wochen (insgesamt 7) | 7                                        | Missy Higgins                            | The Sound of White                       | –                         |
| 27. September 2004 – 10. Oktober 2004 2 Wochen | 2                                        | Green Day                                | American Idiot                           | –                         |
| 11. Oktober 2004 – 17. Oktober 2004 1 Woche | 1                                        | Good Charlotte                           | The Chronicles of Life and Death         | –                         |
| 18. Oktober 2004 – 24. Oktober 2004 1 Woche | 1                                        | Maroon 5                                 | Songs About Jane                         | –                         |
| 25. Oktober 2004 – 14. November 2004 3 Wochen (insgesamt 9) | 9                                        | Robbie Williams                          | Greatest Hits                            | –                         |
| 15. November 2004 – 21. November 2004 1 Woche | 1                                        | Delta Goodrem                            | Mistaken Identity                        | –                         |
| 22. November 2004 – 28. November 2004 1 Woche | 1                                        | Eminem                                   | Encore                                   | –                         |
| 29. November 2004 – 5. Dezember 2004 1 Woche | 1                                        | U2                                       | How to Dismantle an Atomic Bomb          | –                         |
| 6. Dezember 2004 – 16. Januar 2005 6 Wochen (insgesamt 9) | 9                                        | Robbie Williams                          | Greatest Hits                            | –                         |

## Jahreshitparaden
| ← 2003 ← | Liste der Nummer-eins-Hits in Australien | Liste der Nummer-eins-Hits in Australien   | Liste der Nummer-eins-Hits in Australien | 2005 →   |
| \| Singles \| Position# \| Alben \| \| ---------------------------------------------------------------------------------------- \| --------- \| ------------------------------------------ \| \| What About Me Shannon Noll Frances Frost, Garry Frost \| 1 \| Get Born Jet \| \| Left Outside Alone Anastacia Anastacia L. Newkirk, Dallas L. Austin, Glen Ballard \| 2 \| That’s What I’m Talking About Shannon Noll \| \| Black Betty Spiderbait Huddie Ledbetter \| 3 \| Feeler Pete Murray \| \| Milkshake Kelis Pharrell L. Williams, Chad Hugo \| 4 \| Greatest Hits Robbie Williams \| \| F**k It (I Don’t Want You Back) Eamon Jonathan Eamon Doyle, Mark Passy, Kirk S. Robinson \| 5 \| Sunrise over Sea John Butler Trio \| \| Superstar Jamelia Joseph Belmaati, Mich Hansen, Remee Sigvardt Jackman \| 6 \| Songs About Jane Maroon 5 \| \| My Immortal Evanescence Ben Moody, Amy Lee, David Hodges \| 7 \| Fallen Evanescence \| \| These Kids … Joel Turner and the Modern Day Poets Joel Turner \| 8 \| Michael Bublé \| \| Shut Up The Black Eyed Peas Jaime Luis Gomez, William Adams, George Pajon \| 9 \| Elephunk The Black Eyed Peas \| \| Suga Suga Baby Bash Ronald Ray Bryant, Nathan Perez, Francisco J. Bautista Jr. \| 10 \| Feels Like Home Norah Jones \| |                                          |                                            |                                          |          |
| ← 2003 |                                          |                                            |                                          | → 2005 → |
| Singles | Position#                                | Alben                                      |                                          |          |
| What About Me Shannon Noll Frances Frost, Garry Frost | 1                                        | Get Born Jet                               |                                          |          |
| Left Outside Alone Anastacia Anastacia L. Newkirk, Dallas L. Austin, Glen Ballard | 2                                        | That’s What I’m Talking About Shannon Noll |                                          |          |
| Black Betty Spiderbait Huddie Ledbetter | 3                                        | Feeler Pete Murray                         |                                          |          |
| Milkshake Kelis Pharrell L. Williams, Chad Hugo | 4                                        | Greatest Hits Robbie Williams              |                                          |          |
| F**k It (I Don’t Want You Back) Eamon Jonathan Eamon Doyle, Mark Passy, Kirk S. Robinson | 5                                        | Sunrise over Sea John Butler Trio          |                                          |          |
| Superstar Jamelia Joseph Belmaati, Mich Hansen, Remee Sigvardt Jackman | 6                                        | Songs About Jane Maroon 5                  |                                          |          |
| My Immortal Evanescence Ben Moody, Amy Lee, David Hodges | 7                                        | Fallen Evanescence                         |                                          |          |
| These Kids … Joel Turner and the Modern Day Poets Joel Turner | 8                                        | Michael Bublé                              |                                          |          |
| Shut Up The Black Eyed Peas Jaime Luis Gomez, William Adams, George Pajon | 9                                        | Elephunk The Black Eyed Peas               |                                          |          |
| Suga Suga Baby Bash Ronald Ray Bryant, Nathan Perez, Francisco J. Bautista Jr. | 10                                       | Feels Like Home Norah Jones                |                                          |          |